# Міхаліс Іоанну
Міхаліс Іоанну (грец. Μιχάλης Ιωάννου, нар. 30 червня 2000, Ларнака, Кіпр) — кіпрський футболіст, центральний півзахисник клубу «Анортосіс» та національної збірної Кіпру.

## Клубна кар'єра
Міхаліс Іоанну народився у місті Ларнака. Та грати у футбол почав у молодіжній команді клубу «Анортосіс» з Фамагусти. 20 травня 2017 року Іоанну дебютував у першій команді. У квітні 2019 року футболіст підписав з клубом перший професійний контракт терміном до 2023 року.
У серпні 2020 року Міхаліс Іоанну відправився в оренду у нідерландський клуб «Рода», де провів 17 матчів у турнірі Еерстедивізі. За рік по закінченню терміну оренди футболіст повернувся до «Анортосіса».

## Збірна
З 2016 року Міхаліс Іоанну грав з юнацькі та молодіжну збірні Кіпру. 8 червня 2019 року у матчі відбору до Євро 2020 проти команди Шотландії Міхаліс Іоанну дебютував у національні збірній Кіпру.